# Parachernes ovatus
Parachernes ovatus är en spindeldjursart som beskrevs av Volker Mahnert 1979. Parachernes ovatus ingår i släktet Parachernes och familjen blindklokrypare. Inga underarter finns listade i Catalogue of Life.